# Dr.no
dr.no – polski zespół muzyczny, wykonujący muzykę alternatywną i avant-popową, założony pod koniec 1999 roku z inicjatywy Marcina Orłowskiego i Michała Orła.

## Historia
Zespół zadebiutował utworem „No.4” wyemitowanym w audycji „Pepsifaza” na antenie Radiostacji. W kwietniu 2000 dwa utwory duetu zostały wydane na minialbumie dołączonym do miesięcznika „Machina”. W czerwcu 2000 roku muzycy wystąpili w Warszawie na „Pepsifaza na scenie” wraz z angielskim DJ Utah Jazz i zespołem Futro. Trzy miesiące później w magazynie „Machina” ukazał się kolejny minialbum grupy, zawierający utwór pt. „Funky Fashion, Funky Beats”. Kompozycje zrealizowano w Izabelin Studio z gościnnym udziałem Wita Dzikiego, wokalisty grupy Funky Trip Fundation.
W październiku nakładem Warner Music Poland ukazała się druga część tanecznej kompilacji Beattraxx, zawierająca m.in. utwór „Frogstep”. W marcu 2001 na dołączonej do „Machiny” trzeciej części „Pepsifazy” znalazł się kolejny utwór zespołu – „70's”, w którym zaśpiewał Wit Dziki. Do utworu zrealizowano teledysk, który był emitowany m.in. w telewizji Viva Polska. W tym samym roku ukazała się kompilacja pt. Transheteroelectro, na której znalazły się dwa utwory grupy – „The Rhythm of the War” i „W korytarzach”.
W połowie 2002 roku muzycy nawiązali współpracę z Karoliną Kozak, wokalistką zespołu Auto da fe, z którą nagrali piosenkę „Free Me”. Utwór promował kompilację pt. Projekt Si 031, wydaną w marcu 2003 roku. W ramach promocji do utworu zrealizowano teledysk, emitowany m.in. w stacji telewizyjnej MTV Polska. Niedługo potem Kozak została przyjęta do zespołu na stałe.
24 listopada 2003 ukazała się kompilacja Kuba Wojewódzki. Music Show, na której znalazł się utwór pt. „Dziesiątka (Free Me)”. Pod koniec marca 2004 roku zespół podpisał kontrakt płytowy z Sony Music. 17 maja, nakładem wytwórni Sissy Records, ukazała się płyta DVD, na której znalazł się teledysk grupy do utworu „Free Me”. 9 sierpnia 2004 roku ukazała się debiutancka płyta zespołu, zatytułowana Almost Done. W międzyczasie w 2007 roku zespół przerobił utwór muzyczny duetu Modfunk pt. Love & Hate gdzie zaśpiewała Evah, a który ukazał się w wytwórni SEEK Records. 
Zespół powrócił w 2010 roku z singlem „I live...”. W maju 2011 wydał utwór „Disarray”, na którym gościnnie zaśpiewała Misia Furtak z très.b.
Brak kolejnych płyt spowodowany był karierą solową Karoliny Kozak, ale także problemami ze znalezieniem wydawcy.

## Dyskografia

### Albumy
| Rok  | Tytuł                                                                          | Pozycja na liście |
| Rok  | Tytuł                                                                          | POL               |
| ---- | ------------------------------------------------------------------------------ | ----------------- |
| 2004 | Almost Done - Data: 9 sierpnia 2004 - Wydawca: Sony Music Entertainment Poland | 31                |

### Single
| 2004                           | „Light”                            | 30 | Almost Done |
| 2004                           | „The Power of Love”                | 7  | Almost Done |
| 2004                           | „Zanim”                            | 34 | Almost Done |
| 2011                           | „I live...” (feat. Karolina Kozak) | –  | –           |
| 2011                           | „Dissaray” (feat. Misia Furtak)    | –  | –           |
| „–” pozycja nie była notowana. |                                    |    |             |

### Kompilacje różnych wykonawców
| Rok  | Tytuł                                                               | Utwór                     |
| ---- | ------------------------------------------------------------------- | ------------------------- |
| 2008 | Wyspiański wyzwala - Data: 23 czerwca 2008 - Wydawca: Polskie Radio | „Jakżesz ja się uspokoję” |